# Cleocnemis insignis
Espèce
Synonymes
- Berlandiella insignis Mello-Leitão, 1929

Cleocnemis insignis est une espèce d'araignées aranéomorphes de la famille des Philodromidae.

## Distribution
Cette espèce est endémique de l'État de Rio de Janeiro au Brésil,. Elle se rencontre vers Teresópolis.

## Description
Le mâle syntype mesure 3,0 mm et la femelle syntype 4,5 mm
La femelle décrite par Lise et Silva en 2011 mesure 4,50 mm, les mâles mesurent de 4,10 à 4,62 mm.

## Systématique et taxinomie
Cette espèce a été décrite sous le protonyme Berlandiella insignis par Mello-Leitão en 1929. Elle est placée dans le genre Cleocnemis par Prado, Baptista, Schinelli et Takiya en 2022.

## Publication originale
- Mello-Leitão, 1929 : « Aphantochilidas e Thomisidas do Brasil. » Archivos do Museu Nacional, vol. 31, p. 9-359.